# 4. stoljeće
◄ | 1. tisućljeće pr. Kr. | 1. tisućljeće | 2. tisućljeće | ►
◄ | 2. stoljeće | 3. stoljeće | 4. stoljeće | 5. stoljeće | 6. stoljeće | ►
300-ih | 310-ih | 320-ih | 330-ih | 340-ih | 350-ih | 360-ih | 370-ih | 380-ih | 390-ih
4. stoljeće je je razdoblje od 301. do  400. godine.

## Osobe
- Konstantin Veliki Rimski car 306. – 337. Gradi Konstantinopol. Kršćanstvo postaje prihvaćena religija.

## Vanjske poveznice
|  | Zajednički poslužitelj ima još gradiva o temi 4. stoljeće |